# ウズラ類
ウズラ類（うずらるい、鶉類）は、大きな分類群であるキジ亜科（分類体系によってはキジ科）の中で、ウズラ Coturnix japonica に似た小型種の総称である。英語の quail の訳語として使われることもある。
キジ類、シャコ類、ジュケイ類などの対義語として使われる。

## 種
- ユキヤマウズラ属 Anurophasis
  - ユキヤマウズラ Anurophasis monorthonyx
- ウズラ属 Coturnix
  - アオヒメウズラ Coturnix adansonii
  - ヒメウズラ Coturnix chinensis
  - ムナグロウズラ Coturnix coromandelica
  - ヨーロッパウズラ Coturnix coturnix
  - ヤクシャウズラ Coturnix delegorguei
  - ウズラ Coturnix japonica
  - ニュージーランドウズラ Coturnix novaezelandiae
  - オーストラリアウズラ Coturnix pectoralis
  - ヌマウズラ Coturnix ypsilophora
- ヤブウズラ属 Perdicula
  - イワヤブウズラ Perdicula argoondah
  - ヤブウズラ Perdicula asiatica
  - サイシキヤブウズラ Perdicula erythrorhyncha
  - チャノドヤブウズラ Perdicula manipurensis
- ヤマウズラ属 Perdix
  - ヤマウズラ Perdix dauurica
  - チベットヤマウズラ Perdix hodgsoniae
  - ヨーロッパヤマウズラ Perdix perdix

ただしヤマウズラ属は、ヤマウズラ類として別にすることもある。英語では quail ではなく partridge（ウズラより大型のシャコ類やテッケイの仲間）に含められる。

## キジ科以外の「ウズラ」
ミフウズラ科 Turnicidae とナンベイウズラ科 Odontophoridae は、科が異なり、ミフウズラ科は目も異なる（目分類には諸説ある）。
英語では、ミフウズラ科は buttonquail。ナンベイウズラ科は New World quail と総称され、広義には quail に含められる。この場合、狭義の quail であるキジ科の quail は Old World quail と呼ぶ。